# 대한민국의 국립 대학 목록
다음은 대한민국의 국립 대학 목록이다. 
대한민국의 국립 대학은 대한민국 교육부 등 정부기관이 주무 부처로, 국립학교 설치령 등의 각종 법령으로 설립·감독한다. 대부분의 학교는 교사(캠퍼스) 및 교명과 부속학교 설립, 교직원 수 등이 모두 법적 규제를 받고 있다.

## 대학

### 국립대학법인
- 서울대학교[1][2]
- 인천대학교[3]
- 한국에너지공과대학교

### 과학기술원
- 광주과학기술원[4]
- 대구경북과학기술원[5]
- 울산과학기술원[6]
- 한국과학기술원[7]

### 종합대학
| - 강원대학교 - 경북대학교 - 경상국립대학교 - 국립강릉원주대학교 - 국립경국대학교 - 국립공주대학교 - 국립군산대학교 - 국립금오공과대학교 - 국립목포대학교 | - 국립목포해양대학교 - 국립부경대학교 - 국립순천대학교 - 국립창원대학교 - 국립한국교통대학교 - 국립한국해양대학교 - 국립한밭대학교 - 부산대학교 - 서울과학기술대학교 | - 전남대학교 - 전북대학교 - 제주대학교 - 충남대학교 - 충북대학교 - 한경국립대학교 - 한국교원대학교 - 한국에너지공과대학교 - 한국전통문화대학교 - 한국체육대학교 |

### 교육대학
| - 경인교육대학교 - 공주교육대학교 - 광주교육대학교 | - 대구교육대학교 - 부산교육대학교 - 서울교육대학교 | - 전주교육대학교 - 진주교육대학교 - 청주교육대학교 - 춘천교육대학교 |

### 방송통신대학
- 한국방송통신대학교[12]

### 각종학교
- 한국예술종합학교[13]

## 전문대학
- 한국농수산대학교[14]

## 대학원대학
- 국제암대학원대학교[15]
- 한국학대학원[16]

## 폐지된 대학
| 이름                | 종류     | 변경               | 폐지 | 비고   |
| ------------------- | -------- | ------------------ | ---- | ------ |
| 경남간호전문대학    | 전문대학 | 경상국립대학교     | 1984 | 통폐합 |
| 경남과학기술대학교  | 대학     | 경상국립대학교     | 2021 | 통폐합 |
| 공주문화대학        | 전문대학 | 국립공주대학교     | 2001 | 통폐합 |
| 국립의료원 간호대학 | 전문대학 | 성신여자대학교     | 2007 | 통폐합 |
| 군산수산전문대학    | 전문대학 | 국립군산대학교     | 1992 | 통폐합 |
| 대구사범대학        | 사범대학 | 경북대학교         | 1951 | 통폐합 |
| 밀양대학교          | 산업대학 | 부산대학교         | 2006 | 통폐합 |
| 부산공업대학교      | 산업대학 | 국립부경대학교     | 1996 | 통폐합 |
| 부산수산대학교      | 대학     | 국립부경대학교     | 1996 | 통폐합 |
| 삼척대학교          | 산업대학 | 강원대학교         | 2006 | 통폐합 |
| 상주대학교          | 산업대학 | 경북대학교         | 2008 | 통폐합 |
| 세무대학            | 전문대학 |                    | 2001 | 폐교   |
| 여수대학교          | 산업대학 | 전남대학교         | 2006 | 통폐합 |
| 예산농업전문대학    | 전문대학 | 국립공주대학교     | 1992 | 통폐합 |
| 원주대학            | 전문대학 | 국립강릉원주대학교 | 2007 | 통폐합 |
| 익산대학            | 전문대학 | 전북대학교         | 2008 | 통폐합 |
| 제주교육대학교      | 교육대학 | 제주대학교         | 2008 | 통폐합 |
| 천안공업대학        | 전문대학 | 국립공주대학교     | 2005 | 통폐합 |
| 청주과학대학        | 전문대학 | 국립한국교통대학교 | 2006 | 통폐합 |
| 충주대학교          | 대학     | 국립한국교통대학교 | 2012 | 통폐합 |
| 통영수산전문대학    | 전문대학 | 경상국립대학교     | 1995 | 통폐합 |
| 한국복지대학교      | 전문대학 | 한경국립대학교     | 2023 | 통폐합 |
| 한국정보통신대학교  | 대학     | 한국과학기술원     | 2009 | 통폐합 |
| 한국철도대학        | 전문대학 | 국립한국교통대학교 | 2012 | 통폐합 |

## 같이 보기
| - 대한민국의 공립 대학 목록 - 거점국립대학교총장협의회 - 국가중심국·공립대학교총장협의회 - 경성제국대학 | - 전시연합대학 - 성균관대학교 - 숙명여자대학교 - 포항공과대학교 - 경기과학기술대학교 | - 농협대학교 - 적십자간호대학 - 한국폴리텍대학 - ICT폴리텍대학 - 한국벤처농업대학 | - 한국수산벤처대학 - 한국승강기대학교 - LH 토지주택대학교 - 국방대학교 - 합동군사대학교 | - 과학기술연합대학원대학교 - 분석과학기술대학원 - 해양과학기술전문대학원 - 한국전력 국제원자력대학원대학교 - 국가정보대학원 | - 육군사관학교 - 해군사관학교 - 공군사관학교 - 국군간호사관학교 - 육군3사관학교 |

### 대한민국 국립 대학이 부설 중인 국립 학교
| - 강원대학교 - 사범대학부설고등학교 - 경북대학교 - 사범대학부설고등학교 - 사범대학부설중학교 - 사범대학부설초등학교 - 경상국립대학교 - 사범대학부설고등학교 - 사범대학부설중학교 - 경인교육대학교 - 부설초등학교 | - 공주교육대학교 - 부설초등학교 - 국립강릉원주대학교 - 부설유치원 - 국립공주대학교 - 사범대학부설고등학교 - 사범대학부설중학교 - 사범대학부설유치원 - 사범대학부설특수학교 - 광주교육대학교 - 부설광주초등학교 - 부설목포초등학교 | - 대구교육대학교 - 부설대구초등학교 - 부설안동초등학교 - 부산교육대학교 - 부설초등학교 - 부산대학교 - 사범대학부설고등학교 - 서울교육대학교 - 부설초등학교 | - 서울대학교 - 사범대학부설고등학교 - 사범대학부설여자중학교 - 사범대학부설중학교 - 사범대학부설초등학교 - 전남대학교 - 사범대학부설고등학교 - 사범대학부설중학교 - 전북대학교 - 사범대학부설고등학교 - 전주교육대학교 - 부설군산초등학교 - 부설전주초등학교 | - 제주대학교 - 사범대학부설고등학교 - 사범대학부설중학교 - 사범대학부설초등학교 - 진주교육대학교 - 부설초등학교 - 청주교육대학교 - 부설초등학교 - 춘천교육대학교 - 부설초등학교 | - 충북대학교 - 사범대학부설고등학교 - 사범대학부설중학교 - 한국과학기술원 - 부설 한국과학영재학교 - 한국교원대학교 - 부설고등학교 - 부설미호중학교 - 부설월곡초등학교 - 부설유치원 |

### 대한민국 정부가 출연하여 정부부처에서 운영하는 사립 대학
- 한국기술교육대학교: 노동부(現 고용노동부)가 출연하여 설립한 사립대학
- 한국산업기술대학교: 산업자원부(現 산업통상자원부)가 출연하여 설립한 사립대학

### 국립대학에서 전환된 대학
- 한국항공대학교: 교통부(現 국토교통부) 소속의 국립대학이였으나, 1979년 사립대학으로 전환

## 관련 대학

### 대한민국 대통령이 설립에 관여한 사립 대학
- 영남대학교: 대통령 신분인 박정희에 의해 설립한 사립대학
- 인하대학교: 대통령 신분인 이승만에 의해 설립한 사립대학